# マタニティウェア

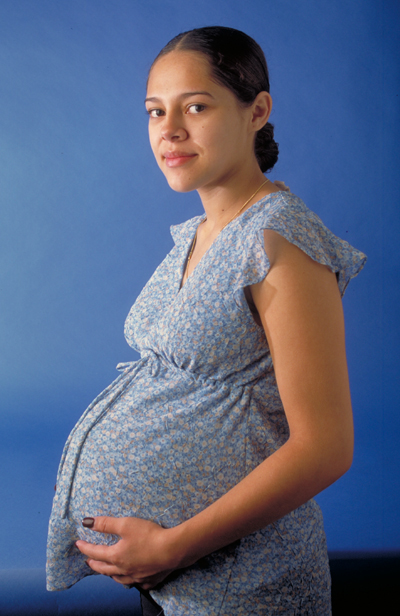
チュニック状の衣服を身につけた妊婦

マタニティウェア(Maternity wear、Maternity clothing、妊婦服)とは、妊婦用として作られている衣服の総称。マタニティドレスとも呼ばれる。

## 概要
妊婦の身体は、胎児の成長に伴って腹囲が大きくなり、臨月には100cmを超えることも珍しくない。また授乳に備え乳房が大きくなり胸囲も増す。
しかしそのほかの部位のサイズはそれほど大きな変化はないため、肥満とは異なる独特の体型となる。そのためこのような体型に合わせ、かつ腹部を締め付けないような形状の衣服が求められる。
TPOに合わせた各種の衣服でマタニティウェアが製作されている。
また出産後も授乳服や通常の衣服として着用が続けられるよう工夫がされているものが多い。

## マタニティウェアの例

### ワンピース
ウエストの締め付けが存在しない、ワンピースやジャンパースカート、チュニックは古くからマタニティウェアとして用いられている。イラスト等で描かれる妊婦の多くがこのような衣服を着用しており、妊婦のステレオタイプな服装として認識されていると言える。
腹部前側の布地を大きく取ったデザインになっており、腹部の大きさに応じ布地を追加、取り外して腹囲を調節できるものもある。
また、マタニティウェアとしての服を用意せず、ゆったりとしたデザインの一般的なワンピース等を買って間に合わせる女性もいる。

### トップス
トップスやコートは、主に腹囲の前面を大きく取り、丈が長めにされている。
ゴムやボタンで腹囲を調節でき、ワンピースなどと同じく布地がパーツごとに分かれていて追加や取り外しにより腹囲を調節できるものがある。
出産後も継続して使い続けられるように、授乳がしやすいデザインとなっているものが多く、コート類ではママコート（赤ちゃんを抱いたりおぶった上から着用できるコート）と兼用できるようなものもある。

### ボトムス
スカートなどは腹囲が大きく、ウエスト部がゴムになったものが使われる。ズボンの場合は太ももより下部は一見通常のデザインだが、腹部が伸縮性のある素材になっており、スパッツ型のものが多い。布地がパーツ分けされていて腹囲を調節できるものもある。

### 下着等
ショーツやタイツ、スパッツは腹囲を大きく、股上を長くして腹部をゆったりと包み込むようになっているデザインのものが売られているが、腹部の大きい部分に影響されずに穿けるローライズの下着などを着用している女性もいる。
乳房の発達によるバストサイズの変化や、アンダーバストも増すことから、締め付けが少なくかつ産後に授乳ブラとしても使用ができるマタニティブラがある。

### 和服
和服はもともと体型の違いにあまり影響されない構造のため、妊娠中でも、子宮部分を避けて帯や紐を締めるようにするなど着付けの仕方を工夫することにより、妊娠前と同じものを着続けることができる。
ただし着崩れないようにかつ安全に着付けるためには技術を要する。